# Кордильєрський льодовиковий щит

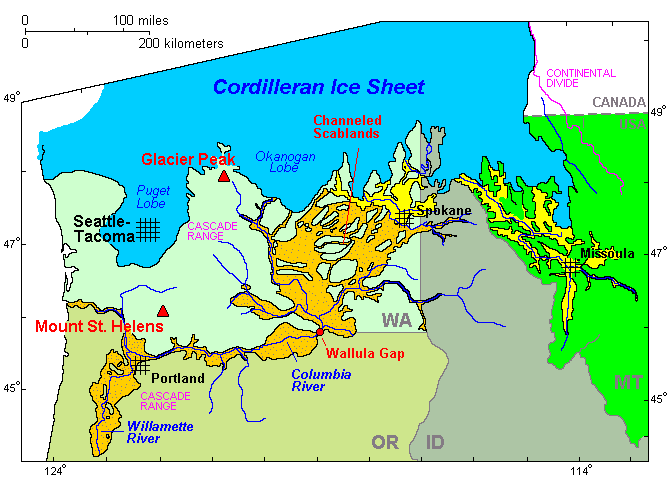
Південний край льодовикового щита

Кордильєрський льодовиковий щит — провідний льодовиковий щит, що періодично охоплює значні частини Північної Америки під час льодовикових періодів протягом останніх ~ 2,6 мільйонів років. Зазвичай покриває терени:
- Західна Монтана[en]
- Північний Айдахо
- Північ штату Вашингтон аж до Олимпії та Спокену
- Вся Британська Колумбія
- Південно-західна третина території Юкон
- Вся Південно-Східна Аляска
- Південно-Центральна Аляска[en]
- Півострів Аляска
- Майже весь континентальний шельф на північ від протоки Хуан-де-Фука[en]

Льодовиковий щит мав площу до 2,5 млн км² під час останнього льодовикового максимуму і, ймовірно, більше, у деякі попередні періоди, коли він, можливо, поширився на північний схід штату Орегон та гори річки Салмон в штаті Айдахо. Проте можливо, що північна межа також мігрувала на південь через низький рівень опадів.
На сході Кордильєрський льодовиковий щит зливався з Лаврентійським льодовиковим щитом на континентальному вододілі, утворюючи льодвик, що містив в півтора рази більше води, ніж сьогодні Антарктичний льодовиковий щит. На його західному кінці, що наразі затоплений терен — суходоли на місці протоки Геката та на півострові Брукс на півночі острова Ванкувер існувало декілька невеликих льодовикових рефугіумів. Проте дані про рефугіуми вище сьогоденного рівня моря на північ від півострова Олімпік спростовуються генетичними та геологічними дослідженнями з середини 1990-х років. Льодовиковий щит зникав на північ від Аляскинського хребта, оскільки клімат був занадто сухим, щоб утворити льодовики.
Науковці вважають, що Кордильєрський льодовиковий щит, за винятком районів, які сьогодні залишаються зледенілими, танув дуже швидко, ймовірно, за чотири тисячі років і менше. Це швидке танення спричинило такі повені, як перелив озера Міссула та сформувало рельєф надзвичайно родючих рівнин Внутрішнього Північного Заходу Східного Вашингтону.